# 谷曲镇
谷曲镇，原为谷曲乡，是中华人民共和国四川省凉山彝族自治州昭觉县下辖的一个乡镇级行政单位。2021年1月12日，撤销久特洛古乡和谷曲乡，设立谷曲镇。以原久特洛古乡、原谷曲乡和原阿并洛古乡洛伍阿木村所属行政区域为谷曲镇的行政区域。

## 行政区划
谷曲镇下辖以下地区：
洛洛以打村、新凉村、拉哈村、乃拖觉莫村、拖都村、瓦洛乌村和河西村。